# Decisions EP
Decisions je extended play izraelského dubstepového producenta a DJe Borgora. Obsahuje originální singl Decisions, Borgorův vlastní dubstep remix, electro house remix Cedrica Gervaise a Drum and Bass remix od Dead Audio. Vokály pro originální singl nazpívala americká herečka, zpěvačka a textařka Miley Cyrus. 1. listopadu vyšel oficiální videoklip k singlu Decisons.

## Seznam skladeb
| Pořadí         | Název                            | Délka |
| -------------- | -------------------------------- | ----- |
| 1.             | Decisions (Dub Mix)              | 3:05  |
| 2.             | Decisions (Cedric Gervais Remix) | 5:46  |
| 3.             | Decisions (Dead Audio Remix)     | 4:12  |
| 4.             | Decisions (Original)             | 3:13  |
| Celková délka: | Celková délka:                   | 16:16 |